# Tony Kirkham
Tony Kirkham est un musicien anglais. Il est le clavieriste des Stereophonics. On le retrouve sur la plupart de leurs albums mais aussi de leurs lives.